# Rallycross di Barcellona

La versione da rallycross del circuito di Catalogna, sede abituale del Rallycross di Barcellona

Il Rallycross di Barcellona, ufficialmente denominato Rallycross of Barcelona o Rallycross of Catalunya o anche Rallycross of Catalunya-Barcelona, è una prova di rallycross che si svolge in Catalogna, provincia autonoma della Spagna, e dal 2015 è sede abituale di una tappa del campionato del mondo rallycross e di quello europeo, chiamate rispettivamente World RX of Barcelona (o World RX of Catalunya) ed Euro RX of Barcelona (o Euro RX of Catalunya). La manifestazione si tiene su una porzione del circuito di Catalogna a Montmeló, nei pressi di Barcellona, che nella sua versione integrale su asfalto è sede consueta del Gran Premio di Spagna di Formula 1.

## Storia
A luglio del 2014 venne stabilito che il circuito di Catalogna avrebbe ospitato un evento del campionato del mondo rallycross e che si sarebbe disputato a settembre del 2015; Barcellona divenne così la seconda grande città a ospitare un evento del World RX dopo Istanbul in Turchia, manifestazione già disputatasi nella stagione 2014. L'appuntamento spagnolo venne infatti inserito come nona gara della stagione 2015, da tenersi dal 18 al 20 settembre. Il tracciato venne ricavato nella sezione dello stadio, situata nella zona dell'ultima curva che immette nel rettifilo principale dopo aver effettuato la chicane che viene affrontata anche nel Gran Premio di Spagna di Formula 1, parte della quale andò a costituire il joker lap.
L'evento venne disputato ininterrottamente sin dal suo esordio del 2015 sia all'interno del mondiale rallycross che nel campionato europeo. Nella stagione 2020 vennero disputate due gare entrambe valide per il World RX a chiusura del campionato a fine ottobre , anziché l'unica prevista nel calendario iniziale, a causa dei numerosi annullamenti di altri appuntamenti dovuti all'imperversare della pandemia di COVID-19 che ha funestato l'intero anno 2020.
Primatisti di vittorie nella massima categoria Supercar del World RX sono a pari merito gli svedesi Mattias Ekström, Johan Kristoffersson e Timmy Hansen, tutti a quota due successi.

## Edizioni
Vengono indicati soltanto i vincitori nella massima categoria: RX1 (dal 2021 in poi), Supercar (dal 2011 al 2020), Division 1 (dal 1997 al 2010), Division 2 (dal 1982 al 1996) e TC Division (dal 1978 al 1981).

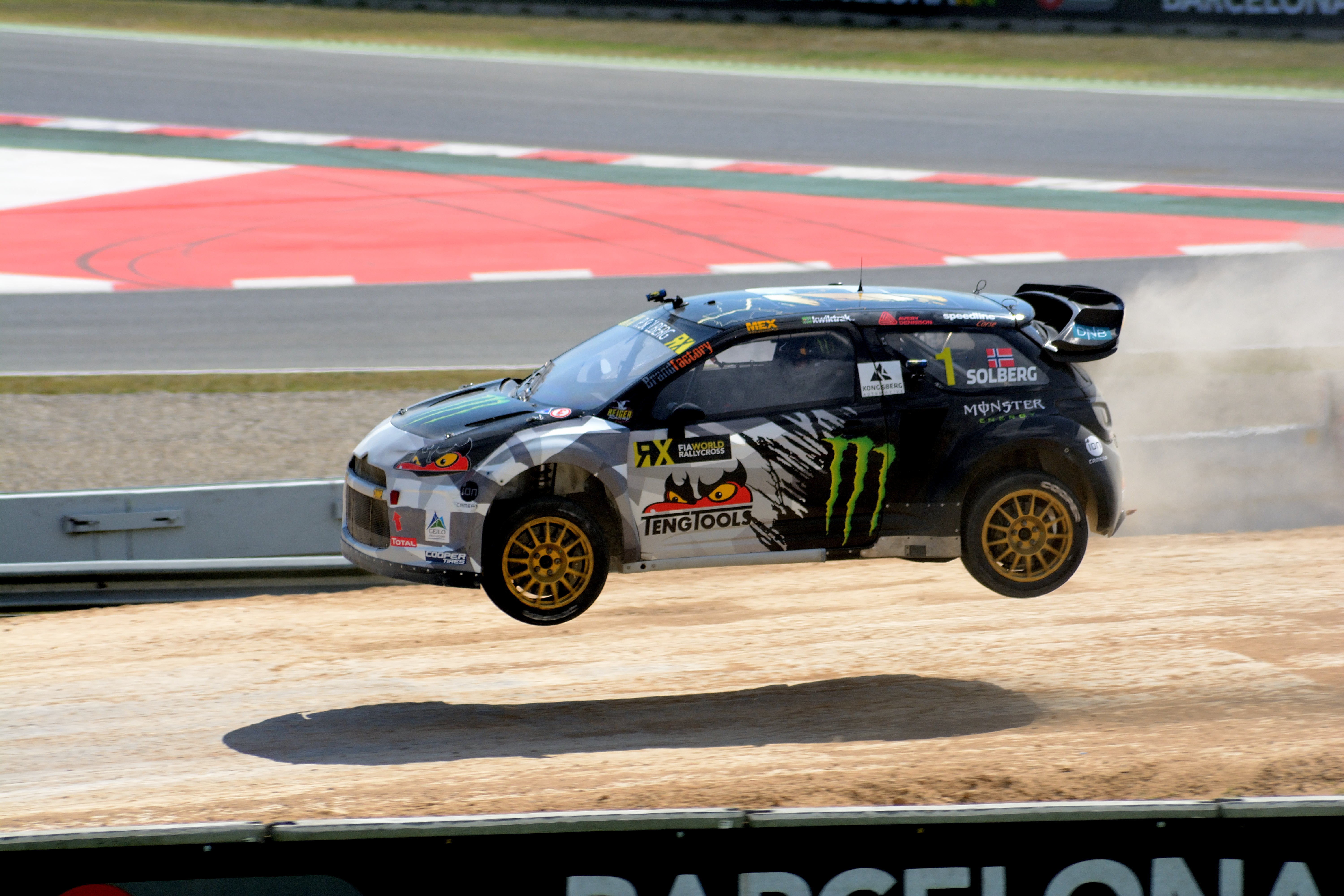
Petter Solberg su Citroën DS3 RX, vincitore dell'edizione mondiale del 2015

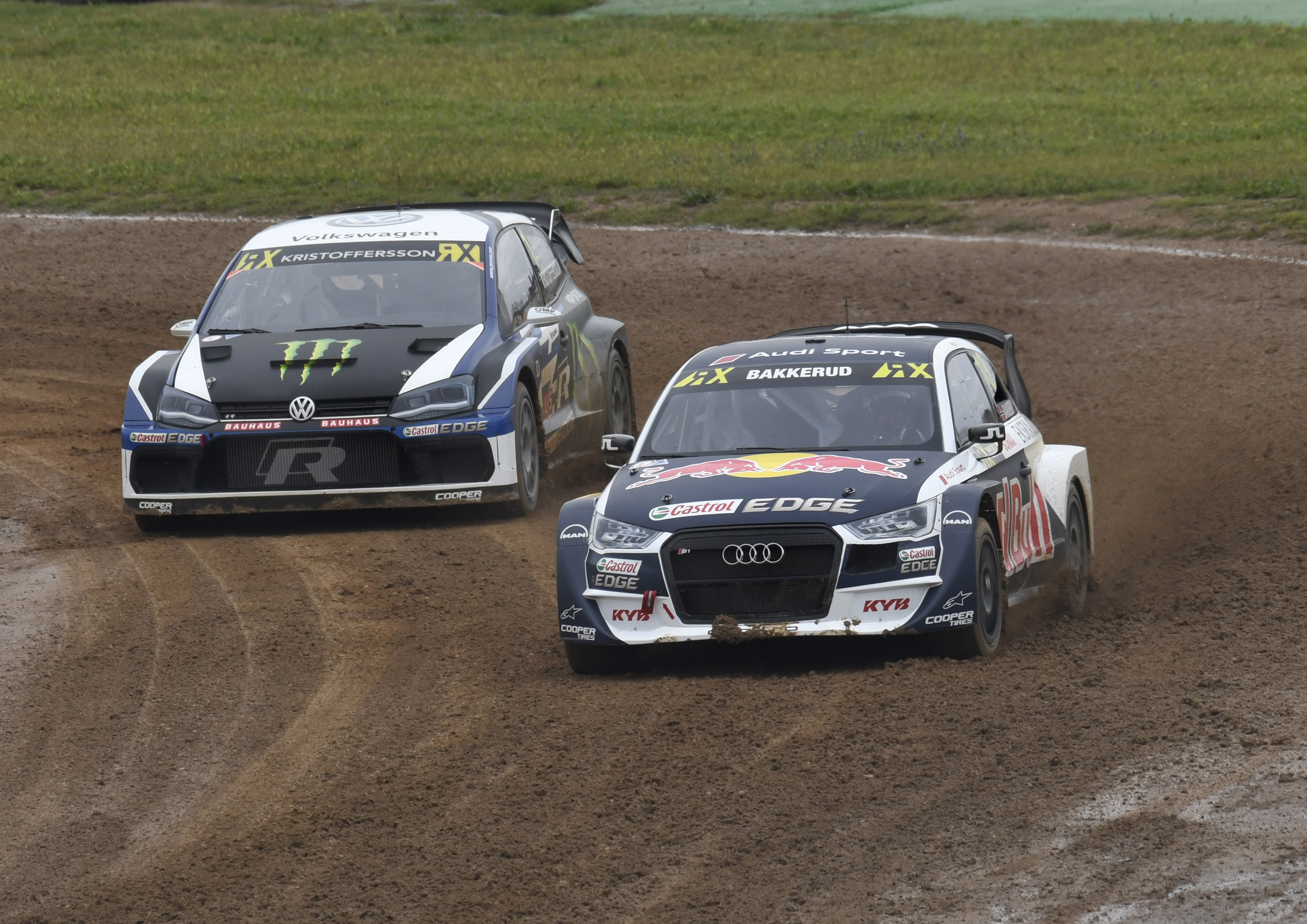
Fase di gara dell'edizione mondiale del 2018: Johan Kristoffersson, vincitore della gara, all'inseguimento di Andreas Bakkerud

| Anno                      | Denominazione                                  | Validità                  | Vincitori                                         | Auto                                              | Scuderia                                          |
| Sede: Montmeló, Catalogna | Sede: Montmeló, Catalogna                      | Sede: Montmeló, Catalogna | Sede: Montmeló, Catalogna                         | Sede: Montmeló, Catalogna                         | Sede: Montmeló, Catalogna                         |
| ------------------------- | ---------------------------------------------- | ------------------------- | ------------------------------------------------- | ------------------------------------------------- | ------------------------------------------------- |
| 2015                      | Rallycross of Barcelona                        | World RX                  | Petter Solberg                                    | Citroën DS3 RX                                    | SDRX                                              |
| 2015                      | Rallycross of Barcelona                        | Euro RX                   | Ole Christian Veiby                               | VW Polo                                           | Volkswagen Team Sweden                            |
|                           |                                                |                           |                                                   |                                                   |                                                   |
| 2016                      | Rallycross of Barcelona                        | World RX                  | Mattias Ekström                                   | Audi S1                                           | EKS                                               |
| 2016                      | Rallycross of Barcelona                        | Euro RX                   | Kevin Hansen                                      | Peugeot 208 WRX                                   | Peugeot-Hansen Academy                            |
|                           |                                                |                           |                                                   |                                                   |                                                   |
| 2017                      | Rallycross of Barcelona                        | World RX                  | Mattias Ekström                                   | Audi S1                                           | EKS                                               |
| 2017                      | Rallycross of Barcelona                        | Euro RX                   | Anton Marklund                                    | VW Polo                                           | Marklund Motorsport                               |
|                           |                                                |                           |                                                   |                                                   |                                                   |
| 2018                      | RX of Catalunya                                | World RX                  | Johan Kristoffersson                              | VW Polo R                                         | PSRX Volkswagen Sweden                            |
| 2018                      | RX of Catalunya                                | Euro RX                   | Reinis Nitišs                                     | Ford Fiesta MK6                                   | Set Promotion                                     |
|                           |                                                |                           |                                                   |                                                   |                                                   |
| 2019                      | Cooper Tires RX of Catalunya                   | World RX                  | Timmy Hansen                                      | Peugeot 208                                       | Team Hansen MJP                                   |
| 2019                      | Cooper Tires RX of Catalunya                   | Euro RX                   | Prova valida soltanto per la categoria Super 1600 | Prova valida soltanto per la categoria Super 1600 | Prova valida soltanto per la categoria Super 1600 |
|                           |                                                |                           |                                                   |                                                   |                                                   |
| 2020                      | Logitech World RX of "Pirineus-Barcelona 2030" | World RX - gara 1         | Timmy Hansen                                      | Peugeot 208 WRX                                   | Team Hansen                                       |
| 2020                      | Logitech World RX of Catalunya-Barcelona       | World RX - gara 2         | Johan Kristoffersson                              | VW Polo GTI RX                                    | Kristoffersson Motorsport                         |
|                           |                                                |                           |                                                   |                                                   |                                                   |
| 2021                      | Rallycross of Catalunya-Barcelona              | World RX                  | Kevin Hansen                                      | Peugeot 208 WRX                                   | Hansen World RX Team                              |
| 2021                      | Rallycross of Catalunya-Barcelona              | Euro RX                   | Prova valida soltanto per la categoria RX3        | Prova valida soltanto per la categoria RX3        | Prova valida soltanto per la categoria RX3        |